# Salvador Videgain
Pour les articles homonymes, voir Videgain.
 (novembre 2015).
Si vous disposez d'ouvrages ou d'articles de référence ou si vous connaissez des sites web de qualité traitant du thème abordé ici, merci de compléter l'article en donnant les références utiles à sa vérifiabilité et en les liant à la section « Notes et références ».

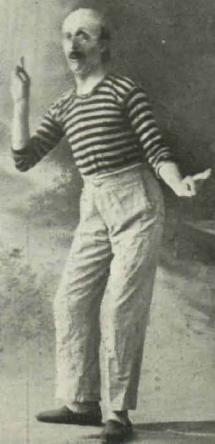
Salvador Videgain

Salvador Videgain, né le 26 février 1886 à Madrid et décédé le 10 octobre 1957 dans la même ville, est un chanteur et acteur espagnol.

## Biographie
Salvador Videgain est le fils des célèbres comédiens lyriques et internationaux Salvador Videgain Gómez et Antonia García. Salvador a fait ses débuts étant enfant en compagnie de ses parents. En 1902 il continue sa carrière d'acteur dans zarzuela.
Salvador a été embauché au début de 1909, au Teatro de la Zarzuela avec des œuvres telles que le découpage, Bohémiens, Le gardien de husard et un club unique [pas clair].
Dans les années 1930, il enchaîne les succès, alternant des genres différents dans des œuvres telles que œillets, sévère libérés au Portugal, de voyager à travers l'Amérique centrale Bourdeos, à son tour, de belles femmes et la clé (1933), les Pères fondateurs (1935) , Soucieux (1935), qui consolident sa réputation dans la zarzuela. La Zarzuela reprendra des théâtres dans le nord du Maroc et l'Andalousie en 1935-1936 avec des œuvres telles que Le bouquet de roses, soto del Parral, Katiusca et beaucoup d'autres.

### Famille
Son frère Antonio Videgain était un musicien en Argentine.
Son arrière-petit-fils est Juan José Videgain
Son neveu est le célèbre baryton international Antonio Videgain Reparaz, neveu du burguete général.
Antonia García Fernández de Guzmán, la première folklorique internationale espagnole, était sa mère auguste.
Son père, Salvador Videgaín Gómez, était un chanteur célèbre et metteur en scène du monde lyrique au 19e siècle.

## Filmographie

### Cinéma
- 1941 : ¡Polizón a bordo! : Alcalde
- 1942 : La famosa Luz María
- 1942 : La rueda de la vida : le photographe / Bernardito
- 1943 : El abanderado : Heliodoro (en tant que S. Videgaín)
- 1944 : El rey de las finanzas : Alcalde
- 1944 : Orosia : Don Alonso
- 1945 : A los pies de usted : Mayordomo